# Gelis brevithorax
Gelis brevithorax là một loài tò vò trong họ Ichneumonidae.